# Ernst Jaakson
Ernst Jaakson (ur. 11 sierpnia 1905 w Rydze, zm. 4 września 1998 w Nowym Jorku) – estoński dyplomata, wieloletni ambasador Estonii w Waszyngtonie (1965–1993).

## Życiorys
Studiował prawo na Uniwersytecie w Rydze, później również w Dorpacie i ekonomię na Columbia University w Nowym Jorku. Po uzyskaniu przez Estonię niepodległości w 1918 roku pracował w służbie dyplomatycznej, m.in. na Łotwie. Od 1929 do 1932 roku pełnił funkcję sekretarza konsulatu estońskiego w San Francisco. W 1932 powołano go na konsula bałtyckiej republiki w Nowym Jorku.
W 1953 odmówił uznania emigracyjnego rządu Augusta Reia rezydującego w Oslo prowadząc własną politykę lobbingu na rzecz niepodległości kraju.
W 1965 po śmierci Johannesa Kaiva objął funkcję ambasadora Estonii w Waszyngtonie. Ze względu na długi staż dyplomatyczny pełnił w latach osiemdziesiątych funkcję dziekana korpusu dyplomatycznego w USA ciesząc się znacznym poważaniem amerykańskich partnerów.
Po odzyskaniu przez Estonię niepodległości w 1991 nowy rząd utrzymał Jaaksona na stanowisku ambasadora w Waszyngtonie mianując go jednocześnie reprezentantem kraju przy ONZ. W 1993 zrezygnował z funkcji ambasadora i objął urząd konsula w Nowym Jorku.
Jest uznawany za jednego ze światowych dyplomatów z najdłuższym stażem w służbie zagranicznej (79 lat). W 1995 opublikował autobiografię "Eestile" ("Dla Estonii").
W kilka tygodni po jego śmierci w 1998 powołano w Tallinnie fundację im. Ernsta Jaaksona, która postawiła sobie za cel upamiętnianie zasług estońskiego dyplomaty dla Estonii.